# Unity - The Official Athens 2004 Olympic Games Album
Unity - The Official Athens 2004 Olympic Games Album è la raccolta ufficiale che racchiude tutti quanti i brani utilizzati durante i Giochi della XXVIII Olimpiade, tenutisi ad Atene in Grecia nel 2004.
Il 26 luglio dello stesso anno l'album è stato pubblicato contemporaneamente in tutti i paesi europei dalla Capitol Records.

## Tracce
1. Knockin' on Heaven's Door (Avril Lavigne) – 2:52 (Bob Dylan)
2. I Know (Destiny's Child feat. Will.i.am) – 3:50 (Corte Ellis, Jully Black, Karriem Mack, LaShaun Owens, Beyoncé Knowles)
3. By Your Side (Timbaland feat. Utada Hikaru & Kiley Dean) – 4:19 (C. Nelson, J. Young, Kiley Dean, Timothy Zachery Mosley, W. Millsap, Tom Nichols)
4. Universal Prayer (Tiziano Ferro & Jamelia) – 4:05 (testo: Jamelia Davis, Tom Nichols – musica: Tiziano Ferro, Mikkel Storleer Eriksen, Tor Erik Hermansen)
5. A Thousand Years (Sting feat. Mariza) – 5:03 (testo: Kipper, Sting, Paulo Abreu Lima – musica: Kipper, Sting)
6. All the Way (Beres Hammond feat. Les Nubians) – 3:57 (testo: Beres Hammond, Célia Faussart, Hélène Faussart – musica: Beres Hammond)
7. Issues (Mr G) – 3:42 (Christie Beu, Joss Stone, Chad Simpson, Robbie Shakespeare, Sly Dunbar, Troyton Rami)
8. Love Together (Earth, Wind & Fire feat. Roots Manuva) – 4:41 (Kelvin Wooten, Raphael Saadiq)
9. Eyes on the Prize (Wayne Wonder & Neneh Cherry) – 4:13 (testo: Neneh Cherry, S. Marsden, V. Charles, Cameron McVey, Tom Evans – musica: Neneh Cherry, S. Marsden, V. Charles)
10. We Want Peace (Kadim Al Sahir & Lenny Kravitz) – 3:54 (testo: Lenny Kravitz, Arabic Adaption – musica: Lenny Kravitz)
11. Oh Yeah (Macy Gray & Keziah Jones) – 3:54 (Macy Gray, Mike Elizondo)
12. Make Love Fuck War (Moby & Public Enemy) – 3:23 (testo: C. Ridenhour, W. Drayton – musica: Richard Hall)
13. Stand (Alice Cooper feat. Xzibit) – 4:00 (Alice Cooper, Bridget Benenate, Rick Boston, Alvin Nathaniel Joiner)
14. Everlasting (Herbert Grönemeyer, Cheb Mami & George Dalaras) – 4:15 (testo: Dom Bouffard, Cheb Mami, Lina Nikolakopoulou – musica: Herbert Grönemeyer)
15. Still Standing (Brian Eno feat. Skin & Rachid Taha) – 4:28 (Rachid Taha, Skin, Brian Eno, Steve Hillage)
16. Pass the Flame (The Official Torch Relay Theme) (Trevor Horn feat. Yiannis Kotsiras & Tarkan) – 4:13 (Lol Creme, Trevor Horn)